# Karl Friedrich Bahrdt

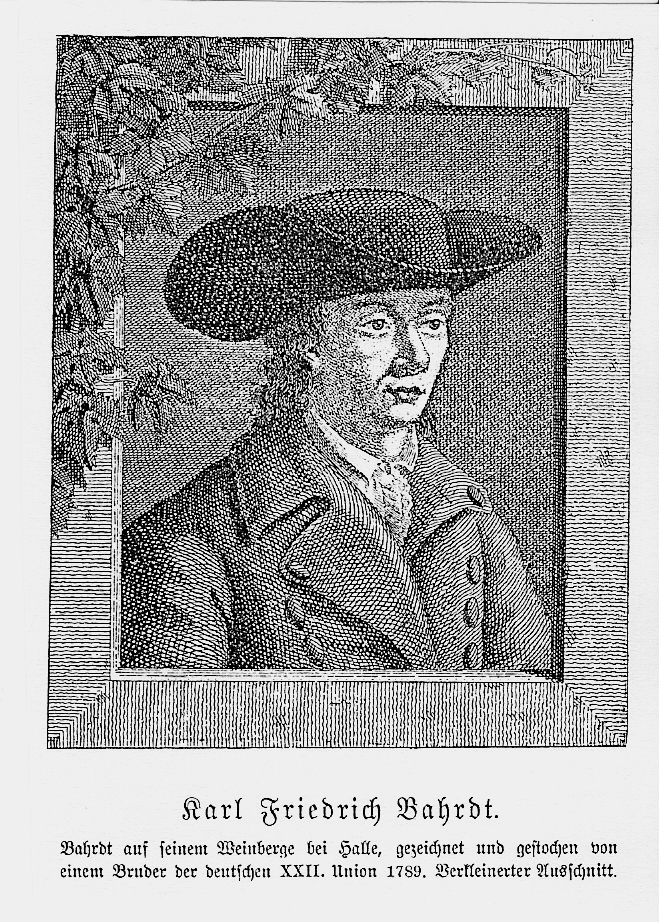
Karl Friedrich Bahrdt

Karl Friedrich Bahrdt (25 de agosto de 1741, Bischofswerda- 23 de abril de 1792). Teólogo alemán.
Perteneciente al primer racionalismo alemán, dentro del movimiento de la Antigua búsqueda del Jesús histórico iniciado por Hermann Samuel Reimarus.
Escribió una "Vida de Jesús" en 1786. Planteó la teoría de que Jesús perteneció al grupo de los esenios.

## Obra
Sus escritos (unos 102, incluyendo varias novelas) se caracterizan por la pureza y la bondad de la lengua.
- System der Moraltheologie. Eisenach 1770; en línea

- Briefe über die systematische Theologie. Eisenach 1770-72, 2 vols.

- Vorschläge zur Aufklärung und Berichtigung des Lehrbegriffs unserer Kirche. Riga 1771

- Neueste Offenbarungen Gottes in Briefen und Erzählungen. Riga 1773-75, 4 tomos, una supuesta traducción del Nuevo Testamento, el cual fue conocido por el joven Goethe en el prólogo satírico (1774) y se le prohibió

- Kirchen und Ketzer Almanach für das Jahr 1781 (aktuelles Theologen-Lexikon)

- Ueber Preßfreiheit und deren Gränzen. Zur Beherzigung der Regenten, Censoren und Schriftsteller, anónimo, Züllichau 1787

- Eine Geschichte seines Lebens, escribió durante su detención, presentado en Berlín 1790, 4 vols. (2.ª ed. Neustadt a. d. Haardt 1870

- Geschichte und Tagebuch meines Gefängnisses nebst geheimen Urkunden und Aufschlüssen über Deutsche Union. 2 partes en un solo vol. Vieweg, Berlín 1790 (Dieser abschließende Teil seiner Autobiographie Geschichte seines Lebens behandelt die Hintergründe seiner Verurteilung zu zwei Jahren Haft.)

- Rechte und Obliegenheiten der Regenten und Untertanen in Beziehung auf Staat und Religion, Riga 1792

## Literatura
- Doktor Bahrdt mit der eisernen Stirn oder die deutsche Union gegen Zimmermann. Ein Schauspiel in vier Aufzügen von Freyherrn von Knigge. 1790

- Prutz. Karl Friedrich Bahrdt. Beiträge zur Geschichte seiner Zeit und seines Lebens. 1741-1771

- Friedrich Christian Laukhard. Beyträge und Berichtigungen zu Herrn D. Karl Friedrich Bahrdt’s Lebensbeschreibung in Briefen eines Pfälzers. 1791

- Jacob Leiser. Karl Friedrich Bahrdt, der Zeitgenosse Pestalozzi's, sein Verhältniss zum Philanthropinismus und zur neueren Pädagogik. Neustadt a. d. H. 1867 2.ª ed. 1870

- Gunter Muhlpfordt. Karl Friedrich Bahrdt und die radikale Aufklärung, in: Jahrbuch des Instituts fur deutsche Geschichte, vol. 5, Tel Aviv 1976, pp. 49-100

- Gerhard Sauder, Christoph Weiß (eds.) Carl Friedrich Bahrdt (1740–1792). Röhrig, St. Ingbert 1992, ISBN 3-924555-97-4

- Otto Jacob, Ingrid Majewski. Karl Friedrich Bahrdt, radikaler deutscher Aufklärer (25.8.1740 - 23.4.1792). Bibliografía Univ.- und Landesbibliothek, Halle (Saale) 1992, ISBN 3-86010-347-4

- Hans-Helmut Lößl. Karl Friedrich Bahrdt an den Philanthropinischen Anstalten zu Marschlins und Heidesheim (1775–1779). Logos-Verlag, Berlín 1998, ISBN 3-89722-044-X

- El contenido de este artículo incorpora material de una entrada de la Enciclopedia Libre Universal, publicada en español bajo la licencia Creative Commons Compartir-Igual 3.0.